# Daihatsu Charade
La Daihatsu Charade est une citadine produite par le constructeur automobile japonais Daihatsu entre 1977 et 2000. Son successeur est la Daihatsu Sirion.
Son nom fait référence au Circuit de Charade, circuit automobile qui a accueilli le Grand Prix automobile de France en 1965, 1969, 1970 et 1972. 
Depuis, une nouvelle Daihatsu Charade a vu le jour en 2011, mais il s'agit en réalité d'une Toyota Yaris deuxième génération rebadgée, fabriqué en France à l'usine Onnaing, près de Valenciennes.